# Terry Balsamo
Terry Balsamo (Tampa, 8 oktober 1972) is een Amerikaanse gitarist.
Hij speelde van 2005 tot augustus 2015 als gitarist bij de Amerikaanse rockband Evanescence. Hij heeft nog bij Limp Bizkit gespeeld toen die nog niet zo bekend waren. Bij beide bands speelde hij op Ibanez gitaren.
Balsamo heeft ook meegespeeld op de MTV Unplugged opname van Staind in 2001.

## Discografie

### Staind
- MTV Unplugged (2001)

### Cold
- 13 Ways to Bleed on Stage (2000)
- Year of the Spider (2003)

### Evanescence
- Anywhere but Home (2004)
- The Open Door (2006)
- Evanescence (2011)

- MusicBrainz: 7c679635-a892-496b-82e7-84abe3eb5739
- Nationale Bibliotheek van Tsjechië: kv2008437630
- Virtual International Authority File: 8914154260629324480004